# Glockenblumen-Schmalbiene
Die Glockenblumen-Schmalbiene (Lasioglossum costulatum) ist eine europäische Bienenart aus der Gattung Lasioglossum.

## Merkmale
Diese Schmalbiene wird etwa 9 bis 10 mm lang, sie ist dunkel gefärbt ohne metallischen Glanz. Die Weibchen haben kleine weiße Seitenflecken an der Basis der Tergite 2 und 3 sowie eine weiße Basalbinde auf dem vierten Tergit. Die Weibchen sind auch daran zu erkennen, dass sie an Glockenblumen fliegen. Die Männchen sind nicht so leicht zu erkennen.
Wie alle Arten der Gattung mit 3 Cubitalzellen im Vorderflügel sind sie Beinsammler; die Weibchen haben eine kahle Längsfurche am hintersten Tergit.

## Lebensweise
Die Glockenblumen-Schmalbiene nistet in selbstgegrabenen Hohlräumen in der Erde.
Sie sammelt Pollen auf Glockenblumengewächsen (Campanulaceae), daher der deutsche Name. Neben Arten der Gattung Glockenblumen (Campanula) wird auch das Berg-Sandglöckchen (Jasione montana) und die Duft-Becherglocke (Adenophora confusa) als Pollenquelle genutzt.
Die Art ist solitär, nistet also einzeln. Es wurden Nester mit mehreren Weibchen beschrieben, aber es ist nicht sicher, ob sie dort nur gemeinsam übernachteten. Die Weibchen fliegen ab April/Mai bis August/September, die Männchen ab Juli.

## Lebensraum
Die Art nistet an Waldrändern, Magerrasen und anderen Ruderalstellen. Sie bevorzugt Sand oder Lösslehm. Sie kommt vom Flachland bis in die subalpine Höhenstufe vor, in der Schweiz bis 2000 m.

## Verbreitung
Die Art ist in der Westpaläarktis weit verbreitet, in Europa von Portugal über Südeuropa, Mitteleuropa bis Zentralasien, auch in Marokko und Algerien. In Deutschland ist sie in allen Bundesländern nachgewiesen, außer in Schleswig-Holstein, aber insgesamt selten geworden. Von Mecklenburg-Vorpommern und Niedersachsen existieren nur historische Nachweise. In Österreich ist sie in allen Bundesländern außer Salzburg und Vorarlberg verbreitet, in der Schweiz im Wallis, im Kanton Zürich und im Vorderrheintal.

## Schutz
Da die Art Pollen an Glockenblumen sammelt, ist es wichtig, wildbewachsene Ruderalflächen mit Glockenblumen zu schützen und zu erhalten. Insbesondere sollten Wiesen mit wildwachsenden Blüten nicht zu früh gemäht werden.